# St. Leonhard (Webling)

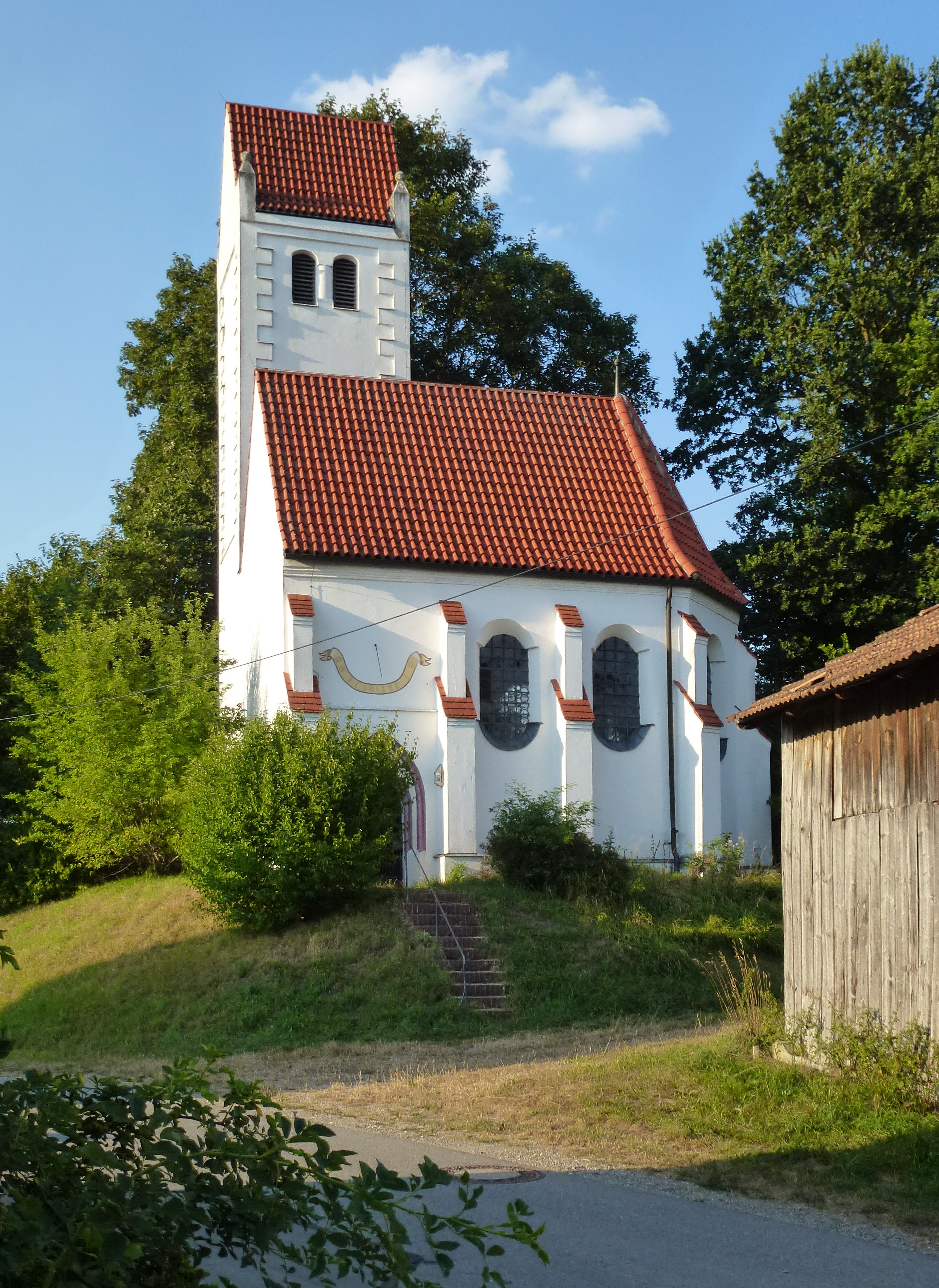
Südseite der Kirche St. Leonhard in Webling

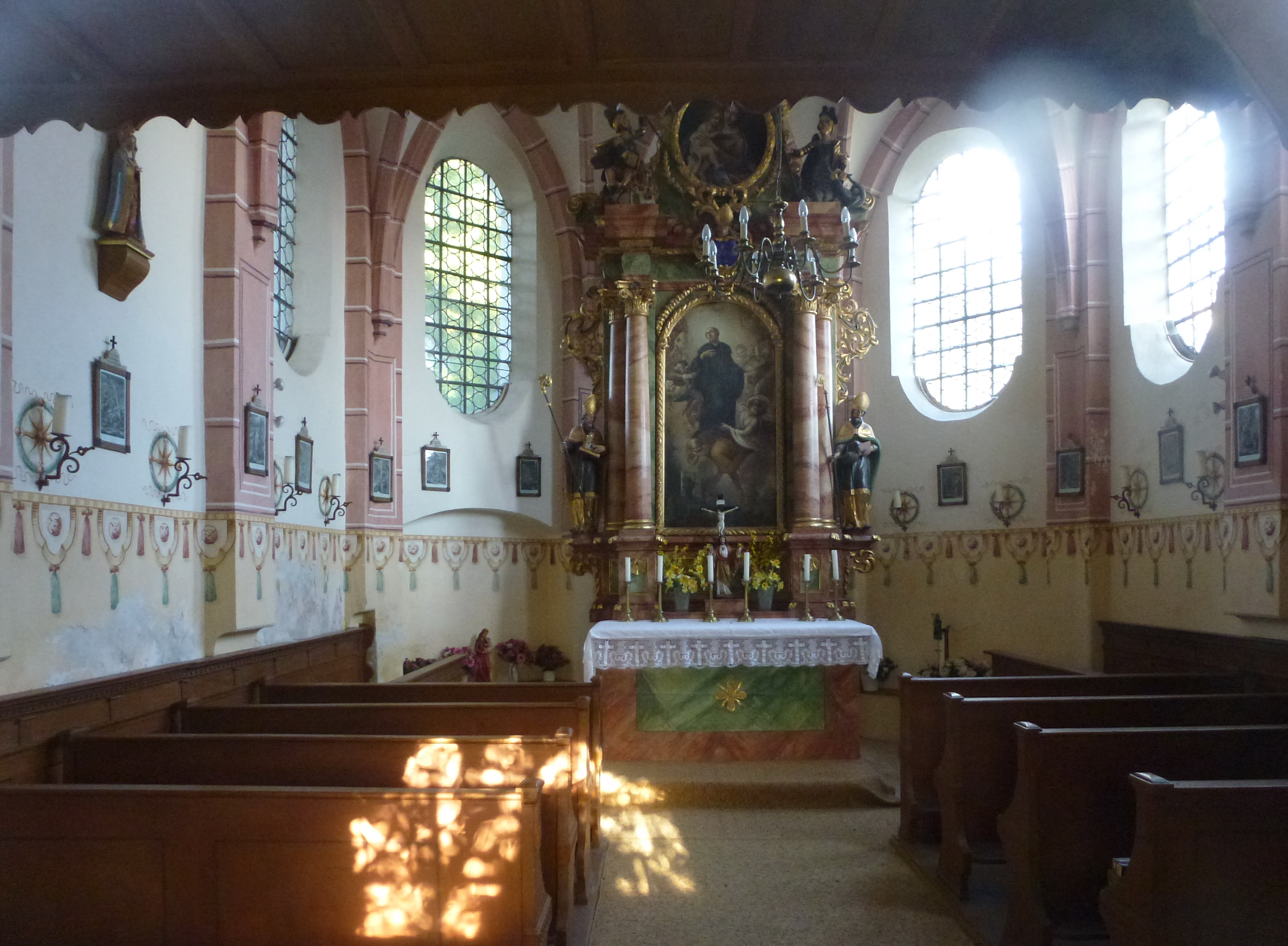
Innenansicht

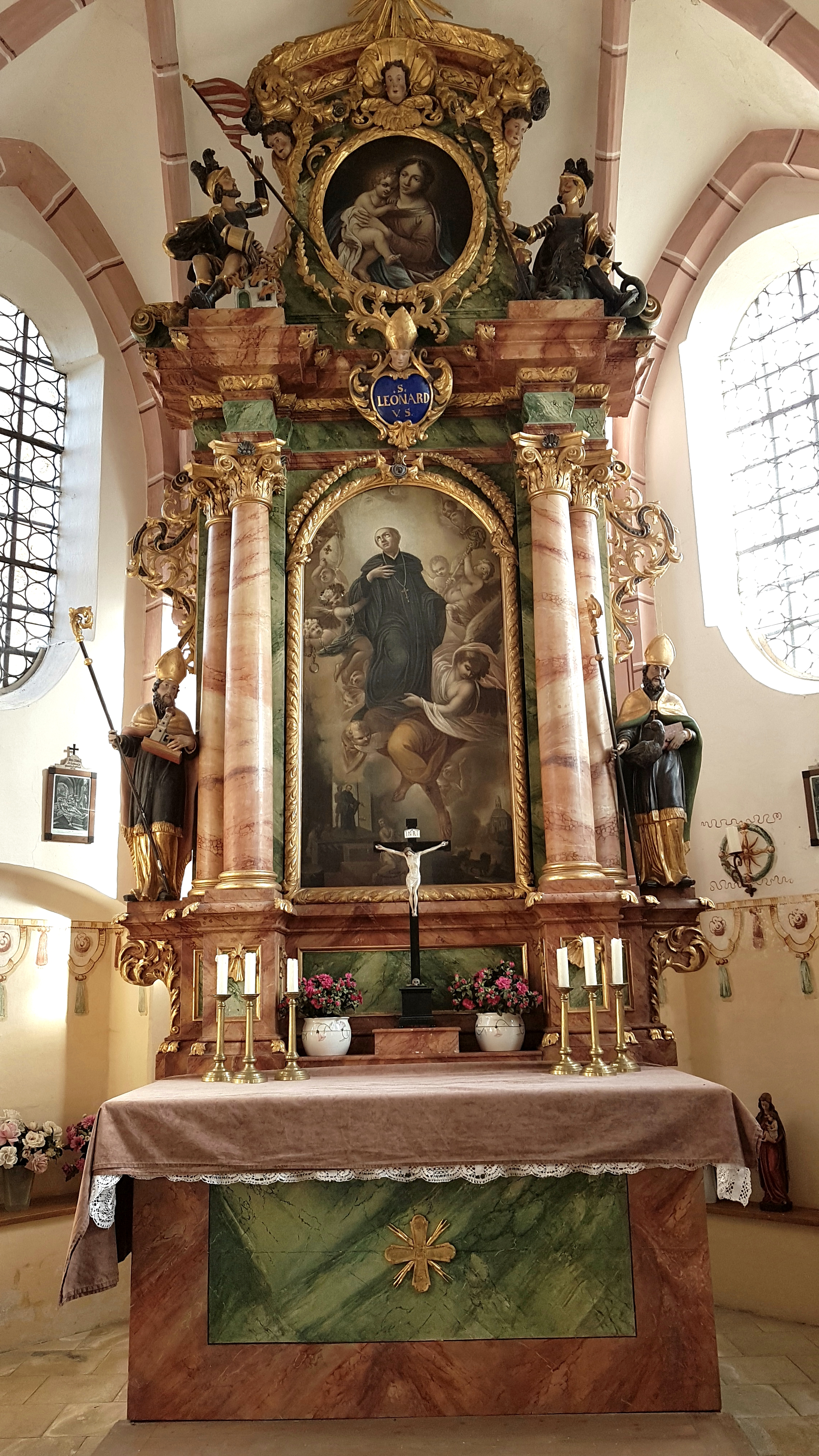
Hochaltar

Die katholische Filialkirche St. Leonhard in Webling, einem Stadtteil von Dachau im oberbayerischen Landkreis Dachau, wurde um 1500 erbaut und um 1630 im Stil des Barocks verändert. Die dem heiligen Leonhard geweihte Kirche ist ein geschütztes Baudenkmal.

## Beschreibung
Der spätgotische Saalbau mit drei Jochen und einem dreiseitigen Schluss besitzt einen Turm mit Satteldach an der Nordseite, der mit gemauerten Eckquadern versehen ist. Das Bauwerk mit ringsum abgestuften Strebepfeilern steht weithin sichtbar auf einer Anhöhe. An der Südseite befindet sich ein gestuftes Bogenportal.
Der Chor, das Langhaus und das Turmerdgeschoss werden von Netzgewölben mit Kragsteinen gedeckt. Die runden Schlusssteine aus Sandstein sind mit Heiligenreliefs versehen.

## Ausstattung
Der Altar wird um 1700 datiert. Auf dem Altarblatt ist der heilige Leonhard mit Kirche und im Auszug die Muttergottes dargestellt.
An den Seitenwänden verläuft im Inneren bis in etwa zwei Meter Höhe eine Wandmalerei mit Vorhangdraperie (um 1630). Sie wird dem Dachauer Maler Christoph Pfab zugeschrieben.
An der Emporenbrüstung sind zwei große Ölgemälde mit Darstellungen des heiligen Leonhard mit Abtsstab und Ketten, des heiligen Donatus, des heiligen Isidor mit dem pflügenden Engel und des heiligen Wendelin mit Krone, Hirtentasche und Hirtenstab zu sehen.